# 2000年西巴丹岛绑架事件
2000年西巴丹岛绑架事件（英語：2000 Sipadan kidnappings）是于2000年4月23日发生在马来西亚沙巴州西巴丹岛的一场人质危机事件。恐怖组织阿布沙耶夫共6人登上西巴丹岛掳走21名人质，这些人质分别是9名马来西亚人、10名欧洲人和2名菲律宾籍度假屋员工。所有受害者最终安全获释。

## 案发过程
2000年4月23日，来自恐怖组织阿布沙耶夫的6名恐怖分子在西巴丹岛绑架了10名马来西亚人、三名德国人、两名法国人、两名芬兰人、两名南非人、一名黎巴嫩人和一名菲律宾人。一对美国夫妇和一名当地海洋摄影师成功逃脱，毫发无伤。这些人质后来都被囚禁在霍洛岛。
在挟持人质期间，阿布沙耶夫提出了多项要求，包括释放1993年世界贸易中心爆炸案的犯人拉米兹·尤塞夫、240万美元的赎金，以及政府军队完全撤出霍洛周围地区。
菲律宾陆军于2000年9月16日发动大规模进攻，解救了除菲律宾潜水教练罗兰·乌拉（Roland Ullah）以外剩余的人质。乌拉最终在2003年获释。

## 国内反应
首相马哈迪·莫哈末表示，绑架事件将影响沙巴州的旅游业，但不会影响该国其他地区。他向《马新社》表示：“马来西亚对游客来说非常安全。”“我们马来西亚并没经常发生这种事情。”
4月27日，马哈迪表示，马来西亚愿意与绑匪进行谈判。他说：“我们将尽一切努力确保俘虏获释。我们不会放弃任何确保他们获释的选择。”
经过多次协商，马哈迪派遣其政治秘书阿兹和杨德利前往菲律宾进行谈判，成功解救所有被绑架的马来西亚人质。

## 国际关注
该绑架事件引起国际间关注。事发后，德国敦促其公民不要前往沙巴。时任利比亚独裁者穆阿迈尔·卡扎菲则协助赎回西方人质。

## 后续
该绑架案的主谋卡立安当（Galib Andang）在数年后被菲律宾政府逮捕，并于2005年3月16日在马尼拉东南部的巴贡迪华（Bagong Diwa）监狱的暴动中丧生。